# Wolfgang Michels

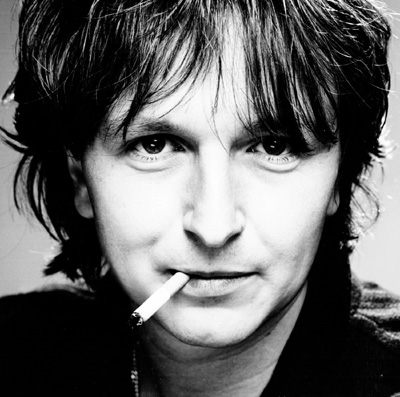
Wolfgang Michels (1985)

Wolfgang Michels (* 15. Juli 1951 in Delmenhorst; † 14. September 2017 in Hamburg) war ein deutscher Musiker, Sänger, Gitarrist, Komponist, Texter, Produzent und Singer-Songwriter. Er ist der ältere Bruder des Militärhistorikers Eckard Michels.

## Musikalische Karriere
Wolfgang Michels trat erstmals 1966 mit eigenen Liedern im Vorprogramm der „German Bonds“ auf und wurde 1967 von Alexis Korner entdeckt. Michels hatte unter dem Pseudonym „One Plus None“ ein Band mit englischsprachigen Liedern eingespielt und an die BBC geschickt. Das dort in einer Radiosendung vorgestellte Lied Desert Walker hörte Alexis Korner (Zitat: „That was a strange sound – I like it“), und er lud Wolfgang Michels nach London ein. Korner schrieb 1969 die Liner-Notes für die erste LP der von Wolfgang Michels gegründeten Band Percewood’s Onagram.
Nach insgesamt vier Alben und dem Ende von Percewood’s Onagram 1974, die der Record Collector (UK) 1984 als „German Band who enjoys a cult-reputation“ bezeichnete, begann Michels, wie er sich fortan nannte, eine Solo-Karriere. 1975 ging er zunächst nach England, wo er unter anderem im Marquee Club auftrat, und 1976 in die Vereinigten Staaten. Dort nahm er „als erster deutscher Musiker ein Album – Full Moon California Sunset – in den USA auf“, das durch die Mitwirkung von Toningenieuren und Musikern aus dem Umfeld der Doobie Brothers und Neil Young vom Westcoast Rock beeinflusst war. Aufgenommen wurde es in den Pacific Recording Studios, San Mateo, Kalifornien, im Oktober 1976. Für das Album Full Moon California Sunset bekam Michels den Deutschen Schallplattenpreis. Ein zweites Album, Crazy Enough, in den Music Annex Recording Studios, Kalifornien im Oktober 1978 aufgenommen, erschien 1979. Den Titelsong präsentierte Michels in der von Christian Simon moderierten ZDF-Musikshow Rockpop. Bei beiden Alben wirkte der ehemalige Percewood’s-Onagram-Gitarrist Peter Conant Schaffer mit. Ein Angebot, in den USA zu bleiben und Aufnahmen für den dortigen Markt zu produzieren, schlug Michels aus, da er in Deutschland private Verpflichtungen hatte.
Michels arbeitete neben seiner Musikkarriere ebenfalls für diverse Plattenfirmen als freier Produzent, A&R-Manager und Berater, unter anderem mit den amerikanischen Künstlern John Hartford, Jack Hardy sowie den deutschen Künstlern Ton Steine Scherben, Short Romans und Das dritte Ohr zusammen. In dieser Funktion etablierte er das „Nature“-Label, das der akustischen Musik vorbehalten war und die Unplugged-Welle der 1990er Jahre vorwegnahm. Künstler, die er unter anderem für das Label unter Vertrag nahm, waren John Hartford (Gentle on My Mind), Steve Young (7 Bridges Road) und Mario Hené.
Anfang der 1980er wandte er sich der deutschen Sprache zu und kollaborierte mit Rio Reiser, der zu diesem Zeitpunkt noch Sänger der Band Ton Steine Scherben war, auf drei Alben. Unter anderem unterstützten ihn R. P. S. Lanrue (Ton Steine Scherben), der dänische Gitarrist Nils Tuxen (ehemals Savage Rose), Adrian Askew (ehemals Lucifer’s Friend), sowie die Studiomusiker Curt Cress und Peter Weihe auf diesen Aufnahmen. Die Alben hießen Irgendwas stimmt hier nicht (1981), Keine Probleme (1983) und Bei Mondschein… (1985). Diverse Singleauskopplungen wie Bitte sehr, Kleiner Träumer oder Zukunft der Vergangenheit, die er unter anderem in der Fernsehsendung Lieder und Leute präsentierte, sowie eine durchweg gute Presse festigten Michels’ Ruf als anspruchsvoller Künstler, der „seiner Zeit weit voraus“ war und Text wie Musik bei seinen Kompositionen gleichrangig einstufte. Die Freundschaft zwischen Michels und Ton Steine Scherben hatte unter anderem zur Folge, dass Anfang der 1980er ein Ton Steine-Scherben-Sampler sowie diverse Singles erstmals bei der Major-Plattenfirma Teldec erschienen. Ein geplantes neues Studioalbum der Scherben, das Alles Lüge heißen sollte, und für das von Teldec bereits Anzeigen in der Fachpresse geschaltet wurden, scheiterte aus firmeninternen Gründen.
1990 nahm Michels unter dem Pseudonym „Percewood“ die Single Dancin’ on the edge of life auf, die von Armand Volker produziert wurde und in die Top-40 der deutschen Hitparade kam. 1993 wurde Michels von Joan Baez zu einem gemeinsamen Konzert in die Philharmonie nach München eingeladen. 1995 erfolgte die Veröffentlichung von neuem wie altem Material auf dem Album Orange Kindergarden. Für die Westcoast Single-Auskoppelung Bring me water drehte Michels unter der Regie von Jim Rakete ein Video in der kalifornischen Wüste.
1997 wurde Michels beziehungsweise seine ehemalige Gruppe Percewood’s Onagram von der New Folk-Bewegung um Pat Thomas, Musiker, Journalist und Heyday-Records-Labelchef aus San Francisco, als Einfluss genannt, die „one of Germany’s best kept secrets“ seien. Thomas verglich Michels’ Album Full Moon California Sunset mit Bob Dylans Album Blood on the Tracks und Neil Youngs Werk Harvest. Michels trat unter anderem auch im Vorprogramm von Pat Thomas & Band im Knust, Hamburg, als Special Guest auf.
2003 wurde das musikalische Gesamtwerk von Wolfgang Michels und Percewood’s Onagram in Form von elf remasterten und mit vielen zum Teil unveröffentlichten Titeln ergänzten CDs, wieder veröffentlicht. 2003 unternahm Michels eine Deutschland-Tournee, unterstützt von Nils Tuxen (Gitarre, Dobro, Pedal Steel) (ex-Savage Rose) und Benjamin Hüllenkremer (Bass, Percussion), die mit einem Konzert in der Bonner „Harmonie“ für die Fernsehreihe Rockpalast dokumentiert wurde.
Michels war 2003 an dem Rio Reiser-Tribute Familienalbum beteiligt, für das er unter anderem das Michels-Reiser-Stück Herzverloren von der LP Bei Mondschein mit Gesang von Rio Reiser produzierte und selber eine unveröffentlichte Michels-Reiser-Ballade Bald zuhause (im Original „Lonely Places“ von Percewood’s Onagram) aufnahm. Herzverloren war 1974 in der englischen Originalversion von Percewood’s Onagram als Since I Met You My Darling auf dem Album Ameurope erschienen. Ebenfalls im Familienalbum enthalten waren Fettes Brot mit ihrer Cover-Version von Ich bin müde, ein Lied, das 20 Jahre vorher auf dem Michels-Album Keine Probleme erschienen war. Rio Reiser schrieb den Text, Michels die Musik für ein Lied, dessen Titel einem Dialog aus dem Film Einer flog über das Kuckucksnest entnommen war.
Am 10. Dezember 2007 trat Michels mit Band bei der Veranstaltung „Hamburg Sounds“ des NDR in Schmidts Tivoli auf und spielte fünf neue Lieder: Bald Zuhause (Text: Rio Reiser / Musik: Michels), Lover Lover, Sehnsucht, Wenn ich mich so fühl wie heute und Die Wüste. Am 11. April 2008 erschien Wolfgang Michels Album zuhause, das von Franz Plasa produziert und in Hamburg sowie San Francisco aufgenommen wurde. Unter anderen spielten neben Michels – Gesang, akustische und elektrische Gitarren in seiner Begleitband Marc Awounou – Lead-Gitarre, Alex Grube – Bass, Philipp Schwär – Keyboards, Tobias Neumann – Klavier und Rainer Kallas Hubert – Schlagzeug. Das Album ist in einer Standardversion mit zwölf Liedern sowie einer limitierten Edition mit zwei Bonustiteln verfügbar. Die erste Singleauskopplung war Sehnsucht, die er im ZDF-Fernsehgarten am 12. Mai 2008 mit Band präsentierte. Am 9. April 2008 spielte er mit Band in der Hamburger Prinzenbar, dessen Mitschnitt von NDR 2 am 19. Mai 2008 gesendet wurde, sowie am 24. Mai 2008 beim SWR1-Radiokonzert Kopfhörer, dessen Mitschnitt am 27. Juni 2008 gesendet wurde. Darüber hinaus war er am 14. April im Sat.1-Frühstücksfernsehen bei Torgen Schneider in der Sendung Torgen am Morgen zu sehen, saß am 19. April 2008 auf dem roten Sofa der NDR-Sendung Das! Magazin und trat am 30. Mai 2008 in der NDR-Talkshow Die aktuelle Schaubude auf. 
Im Mai/Juni 2008 spielte Michels im Vorprogramm der amerikanischen Rocksängerin Beth Hart, am 31. Juli 2008 als Support von Joan Armatrading in Essen und am 13. August 2008 trat er erstmals mit Neil Young im Hamburger Stadtpark auf. Außerdem steuerte er in diesem Jahr gemeinsam mit Kim Frank den Song Liebe ist frei zum 15-Jahre-Jubiläumsalbum Kunztstücke des Hamburger Straßenmagazins Hinz&Kunzt bei. Im Juni 2009 bestritt er alle Neil-Young-Konzerte in Deutschland als Gastmusiker.
Am 17. März 2010 eröffnete Wolfgang Michels mit seiner Band das vom WDR Rockpalast ausgerichtete Crossroads-Festival in der Harmonie in Bonn. Timo Blum schrieb im Bonner General-Anzeiger vom 19. März 2010, „Wolfgang Michels hat danach die Chance, alles besser zu machen. Er nutzt sie, lässt sich aber Zeit. Vielleicht ist der Bruch zu hart, jedenfalls dauert es, bis das Publikum mit Michels’ entspanntem, bluesigen Deutschrock warm wird. Vielleicht liegt es auch daran, dass der norddeutsche Sänger und Gitarrist sich seine besten Songs bis zum Schluss aufbewahrt. Dann aber darf sich Michels dank auch einer hoch motivierten, handwerklich hervorragenden Band über langen Applaus und Zugabe-Rufe freuen vom ganzen Publikum. Der schwache Auftakt nimmt ein gutes Ende.“
2011 trat Michels bei zwei Veranstaltungen von NDR 90,3 Hamburg Sounds in den Fliegenden Bauten auf: Am 10. Oktober 2011 spielte er beim Bob-Dylan-Abend die Songs I Threw It All Away und Tonight I’ll be Staying Here With You von Bob Dylan und am 14. November 2011 spielte er eigene Lieder beim Großstadt-Blues. Beide Sendungen wurden fürs Radio mitgeschnitten, der Bob-Dylan-Abend auch fürs Fernsehen. Am 16. November 2011 sang Wolfgang Michels zusammen mit der Band Ton Steine Scherben in der Hamburger Fabrik deren Lied Wir müssen hier raus. Die deutsche Metal-Sängerin Doro Pesch coverte Michels’ Song Lover Lover auf ihrem Album Raise Your Fist von 2012. Sie übersetzte den Song ins Englische und gab ihm neben der eigenen Stilprägung den geänderten Titel.
In den folgenden Jahren arbeitete Wolfgang Michels kontinuierlich an neuen Songs und nahm diverse qualitativ hochwertige Demos auf (in Englisch und Deutsch). Er plante ein rein akustisches Album in zwei Sprachen.
Am 14. September 2017 starb der Musiker nach längerer Krankheit in Hamburg. Er hinterließ eine Ehefrau und zwei erwachsene Töchter. Am 14. September 2018 erschien postum das deutschsprachige Studioalbum Erntezeit bei Glitterhouse Records. Neben neuen Liedern enthält das Album Neuaufnahmen von Wenn ich mich so fühl, Sehnsucht und Bald Zuhause.

## Kritik
Wolfgang Michels ist laut dem Musikjournalisten Siegfried Schmidt-Joos, Autor des Rock-Lexikons Ausgabe 7/1996, „der erste Deutsche, der mit Sensibilität für musikalische Zeitströmungen ausgereifte Folk-Rock-Kompositionen vorlegte. Dies darf als ein kreativer historischer Beitrag zur Popmusik-Geschichte unseres Landes gewertet werden“. Die Zeitschrift Musikexpress bescheinigte Michels in der Ausgabe 8/1996 „Pionier mit Kultfigurstatus“ zu sein. Die Frankfurter Rundschau bezeichnete ihn als „Kult-Figur des Acoustic Groove“ während der deutsche Rolling Stone ihn in der Ausgabe 11/1994 „Meister der handgemachten Rockmusik“ nannte.
Laut Welt am Sonntag am 7. September 2008 gehört Michels „zu den großen Unbekannten der deutschen Rockmusik-Szene, genießt bei Fans und Musikjournalisten aber längst Kultstatus“ und der Musikexpress vom 14. August 2008 bescheinigt dem Singer/Songwriter „ein überraschendes Comeback – ein Dutzend Songs für die Ewigkeit.“ Weiter heißt es in der gleichen Quelle: „Wenn der reichlich inflationär gebrauchte Begriff ‚Kultfigur‘ auf einen deutschen Musiker zutrifft, dann auf Wolfgang Michels. […] Michels liefert ein Album wie aus einem Guss, mit zeitlosem Singer/Songwriter-Touch, das sämtliche stilistischen Strömungen aufgreift, die er im Laufe seiner über vier Dekaden währenden Karriere erprobte. […] Die Arrangements sind simpel, aber effektvoll gehalten zwischen Blues, Rock, Folk, Soul, Brit-Pop und Latin-Jazz. Vor allem weiß Michels’ durchs Schicksal gereifte Stimme mit angerautem Soul-Timbre zu faszinieren.“ In der Frankfurter Rundschau vom 19. Mai 2008 schreibt ein Journalist, dass Wolfgang Michels nicht ohne Einfluss geblieben sei: „Michels Name fällt schon mal, wenn es um die Paten des New Acoustic Movements geht.“
Auch in den Online-Medien war die Kritik positiv. So meldete der Teleschau-Mediendienst: „[…] Michels agiert mit immer noch junger Stimme und jugendlicher Energie, doch andererseits auch voller Altersweisheit und auch -wehmütigkeit. Er pendelt irgendwo zwischen Singer/Songwriter, Rockorientierung, Lässigkeit und Leidfähigkeit. […] Fazit: überzeugend.“ Bei Laut.de heißt es: „In einer Seitengasse des Deutschrock findest du den ein wenig versteckt liegenden Laden des Wolfgang Michels. Keine neumodischen Neonröhren blenden hier die Augen, das Interieur ist klassisch gehalten und noch eindeutig handgemacht. Sein Warenangebot dementsprechend nicht lieblos-industriell, sondern mit authentischer, individueller Note versehen. […] Wolfgang Michels ist kein kaltherziger, vorlauter Dreschflegel, sondern ein träumender, hoffender und absolut wahrer Romantik-Rocker. Und so ganz nebenbei ein außergewöhnlicher Musiker, Singer, Songwriter und Storyteller.“

## Diskografie

### LPs
- 1975 Kunstkopf live – Hamburger Folk-Rock Session
- 1977 Full Moon California Sunset, Pastels
- 1978 New Wave Dropouts, Pastels
- 1979 Crazy Enough, Pastels
- 1981 Irgendwas stimmt hier nicht, Nature
- 1983 Keine Probleme, Teldec
- 1985 Bei Mondschein…, Teldec

### Vinyl-Sampler
- 1981 Rock in Deutschland Vol. 8 – Strand, Teldec
- 1982 Rock in Deutschland Vol. 3 – Neue deutsche Unterhaltungsmusik, Teldec

### Singles (7″) als One Plus None
- 1968 Virgin

A: You're Looking So Good / Please Be Faithful
B: Drive Me Somewhere (1st Version) / Religion And Love / Death Of Mr.G.

### Singles (7″) als Michels
- 1978 Telefunken

A: Do You Still Dig It / B: Ramona From Roma
- 1979 Bellaphon

A: Now I Know You / B: Crazy Enough
- 1981 Metronome / Nature

A: Bitte Sehr (Wenn die dunklen Wolken…) / B: Unten im Keller
- 1981 Metronome / Nature

A: Tanz auf dem Vulkan / B: Irgendwas stimmt hier nicht
- 1983 Teldec

A: Kleiner Träumer / B: Zukunft der Vergangenheit
- 1984 Teldec

A: Dies könnte unsre Heimat sein / B: Keine Probleme
- 1985 Teldec

A: Bei Mondschein… / B: Brechen kannst Du mich nie
- 1986 Teldec

A: Love Letters To The Moon / B: Herzverloren

### Singles (7″) als Percewood
- 1990 Mercury

A: Dancin’ On The Edge Of Life / B: Lover And Friend
(Hitparade: #45 D – Quelle: Media Control)

### Maxi-CDs als Michels
- 1994 BMG (Do-CD Promo Digipack)

Lebenslange Reisen / Bring Me Water / Bring Me Water (Acoustic Version)
- 1995 BMG 1995

Bring Me Water / Take Me Back Into Your Arms / 100 Beats Per Minute / Bring Me Water (Acoustic Version)
- 2003 Warner Music (Promo)

Deal Together

### CDs als Michels
- 1990 Full Moon California Sunset, Castle Communications & BMG 1994 & 2003 Warner Music
- 1994 + 2003 Crazy Enough, BMG & Warner Music
- 2003 Irgendwas stimmt hier nicht, Warner Music
- 1994 + 2003 Keine Probleme, BMG & Warner
- 1994 + 2003 Bei Mondschein…, BMG & Warner Music
- 1994 Orange Kindergarden, BMG
- 2003 Das Beste – Zukunft der Vergangenheit, Warner Music
- 2003 The Essential Collection – Pictures Of The Past, Warner Music
- 2008 Zuhause, ferryhouse, Warner Music
- 2013  Original Album Series, Warner Music (umfasst die fünf Alben Crazy Enough, Irgendwas stimmt hier nicht, Keine Probleme, Bei Mondschein…, Zuhause)
- 2018 Erntezeit, Glitterhouse

### Als Produzent
- Percewood’s Onagram
- John Hartford
- 1980 Das dritte Ohr Zahltag, Teldec
- 1987 Short Romans Short Romans, Upfront / Teldec